# Nils Sundh
Nils Gustaf Sundh (* 16. Oktober 1898 in Stockholm; † 25. Oktober 1969 in Hässelby) war ein schwedischer Skispringer.
Sundh trat bei den Olympischen Winterspielen 1924 in Chamonix im Skispringen an. Dabei erreichte er mit 41,5 und 41,0 m den 12. Platz.